# Fiat lux (racconto)
 Fiat lux (Let There Be Light) è un racconto di fantascienza del 1940 dello scrittore statunitense Robert A. Heinlein.
Seconda opera del ciclo della Storia futura, la storia attinge dalle iniziali idee liberal di Heinlein e contiene riferimenti a L'imperatore d'America (The Apple Cart) di George Bernard Shaw.

## Storia editoriale
È stato scritto nel maggio 1939 e pubblicato per la prima volta sul numero del maggio 1940 della rivista Super Science Stories con lo pseudonimo di Lyle Monroe, questa versione, ove si fa menzione di Sally Rand, fu definita 'volgare' per l'uso di colloquialismi e forme slang che i lettori non apprezzarono.
Una versione revisionata nell'aprile del 1949, ma pure considerata 'volgare', con Betty Grable, venne inclusa nel volume The Man Who Sold the Moon del 1950, una raccolta di opere di Heinlein pubblicata in italiano nel 1953, a puntate, in appendice ai volumi della collana Il Giallo Mondadori, Fiat lux è nel volume n. 241, si tratta dell'unica edizione in italiano del racconto.
Nel 1963 una versione 'pulita' con Marilyn Monroe fu inclusa in una edizione ridotta della stessa antologia. Il racconto non è stato incluso nella raccolta The Past Through Tomorrow del 1967.

## Trama
La storia all'inizio è simile a quella di Dalila e lo spaziale: Lo scienziato Archibald Douglas deve incontrare un collega, il titolatissimo professor M. L. Martin che, al suo arrivo si rivela essere Mary Lou Martin, il tipico personaggio femminile di Heinlen, pieno di risorse, capace e indipendente, anche se in questo caso rimane nel ruolo di massaia. Naturalmente è anche bellissima, somiglia alla pin-up più avvenente dell'epoca di pubblicazione: Sally Rand nel 1939, Betty Grable nel 1949 e Marilyn Monroe nel 1963.
I dialoghi tra i due sono particolarmente vivaci tanto da far ritenere volgare il racconto e spingere Heinlein a ‘ripulirlo’ per l’edizione del 1963. La coppia di scienziati cerca di realizzare dei "pannelli luminosi" che trasformino l'energia elettrica direttamente in luce (simili ai display elettroluminescenti inventati nel 1949), raggiunto l'obiettivo si rendono conto di aver trovato anche il modo di ricavare energia dalla luce.
Quando tentano di portare la loro scoperta sul mercato, incontrano l'opposizione attiva della "Breakages Ltd", un'organizzazione clandestina creata dalle grandi industrie allo scopo di bloccare le innovazioni che possano costituire una minaccia ai loro profitti. I due scienziati decidono di rendere pubblici i dettagli scientifici della loro invenzione, accontentandosi delle royalty derivanti dal brevetto, permettono così a chiunque di produrre energia e sconfiggono la "Breakages Ltd". Il racconto termina con il matrimonio dei due.

## Collegamenti con altre opere dell'autore
Gli schermi di assorbimento solare Douglas-Martin appaiono in Le strade devono correre e varie altre storie di Heinlein;
in Oltre il tramonto si precisa che sono stati inventati nel 1952.

### Edizioni
- Robert A. Heinlein, Fiat Lux, in Fili rossi, collana I Gialli Mondadori, n. 241, Mondadori, 12 settembre 1953,  pp. 112-124.

### Fonti critiche
- Sam Moskowitz, Robert A. Heinlein, in Starman Jones (appendice), collana Cosmo Oro, n. 103, Editrice Nord, luglio 1989  [1967],  pp. 305-317, ISBN 88-429-0400-7.

- (EN) James Daniel Gifford, The New Heinlein Opus List, in Robert A. Heinlein: A Reader's Companion (PDF), Nitrosyncretic Press, 2000, ISBN 978-0-9679874-1-5. URL consultato il 12 ottobre 2015.